# Fodina intermedia
Fodina intermedia là một loài bướm đêm trong họ Noctuidae.